# Fernando González Mardones
Aníbal Fernando González Mardones (Santiago, 4 de abril de 1939-13 de mayo de 2023) fue un actor, director y profesor de teatro chileno, que recibió en 2005 el Premio Nacional de Artes de la Representación y Audiovisuales de Chile. Numerosos actores de reconocida trayectoria se formaron en su academia, fundada en 1981 y que llegó a ser una de las más relevantes de Chile.

## Biografía
Se graduó como actor en la escuela de teatro de la Universidad de Chile en 1959. En 1976, durante la dictadura militar, fue exonerado de la Universidad de Chile por razones políticas. Por encargo de la Universidad Católica, fundó en 1978 la compañía Teatro Itinerante, desempeñándose allí como su director hasta 1980.  Bajo su dirección, trabajaron en esta compañía actores muy connotados, tales como Alfredo Castro o Andrés Pérez.
A partir de 1983 fue profesor de la Universidad de Chile, en las asignaturas de Actuación, Historia del Teatro e Introducción a la Dirección Teatral. Además se desempeñó como evaluador de concursos de dramaturgia y dirigió memorias y seminarios.
En 1981 fundó la Academia Club de Teatro, la que ofrece la carrera de interpretación superior en actuación con destacados actores egresados desde 1986, además de cursos y talleres.
Entre 1998 y 2000 fue director del Teatro Nacional.
Entre los actores chilenos de renombre hay un gran número que ve en Fernando González a su maestro, entre muchos otros: Francisco Melo, Benjamín Vicuña, Diego Muñoz, Aline Kuppenheim, Tamara Acosta, Francisco Reyes, Pablo Schwarz, Ángela Contreras y Néstor Cantillana. El propio Fernando González, por su parte, reconoce en Pedro Orthous a su gran maestro.
Falleció el 13 de mayo de 2023.

## Premios
- 2002: Premio Municipal de Artes de la Representación, otorgado por la Municipalidad de Santiago.[5][3]
- 2005: Medalla al Mérito Cultural "Profesor Pedro de la Barra".[5]
- 2005: Premio Nacional de Artes de la Representación y Audiovisuales de Chile.[5]
- 2009: Nombramiento como profesor Emérito de la Universidad de Chile.[5]